# Finala Cupei UEFA 1976
Finala Cuăei UEFA 1976 a fost un meci de fotbal între Liverpool F.C. și Club Brugge K.V..

## Detalii

### Primul tur
| Liverpool F.C.                         | 3 – 2     | Club Brugge K.V.     |
| -------------------------------------- | --------- | -------------------- |
| Kennedy 59' Case 61' Keegan 65' (pen.) | (Cronică) | Lambert 5' Cools 15' |

| LIVERPOOL:                                        |    |                  |  |     |
|                                                   |    |                  |  |     |
| GK                                                | 1  | Ray Clemence     |  |     |
| RB                                                | 2  | Phil Neal        |  |     |
| LB                                                | 3  | Tommy Smith      |  |     |
| CB                                                | 4  | Phil Thompson    |  |     |
| LM                                                | 5  | Ray Kennedy      |  |     |
| CB                                                | 6  | Emlyn Hughes (C) |  |     |
| ST                                                | 7  | Kevin Keegan     |  |     |
| ST                                                | 8  | David Fairclough |  |     |
| RM                                                | 9  | Steve Heighway   |  |     |
| ST                                                | 10 | John Toshack     |  | 46' |
| CM                                                | 11 | Ian Callaghan    |  |     |
| Rezerve:                                          |    |                  |  |     |
| MF                                                | 12 | Jimmy Case       |  | 46' |
| GK                                                | 13 | Peter McDonnell  |  |     |
| DF                                                | 14 | Joey Jones       |  |     |
| MF                                                | 15 | Brian Hall       |  |     |
| MF                                                | 16 | Terry McDermott  |  |     |
| Antrenor:                                         |    |                  |  |     |
| Bob Paisley Man Of The Match: Assistant Referees: |    |                  |  |     |

| CLUB BRUGGE: |   |                   |
|              |   |                   |
| GK           | 1 | Birger Jensen     |
| RB           | ' | Fons Bastijns(C)  |
| CB           | ' | Eddie Krieger     |
| CB           | ' | Georges Leekens   |
| LB           | ' | Jos Volders       |
| MF           | ' | Julien Cools      |
| MF           | ' | René Vandereycken |
| MF           | ' | Daniël de Cubber  |
| FW           | ' | Roger van Gool    |
| FW           | ' | Raoul Lambert     |
| FW           | ' | Ulrik le Fevre    |
| Rezerve:     |   |                   |
| Antrenor:    |   |                   |
| Ernst Happel |   |                   |

### Turul doi
| Club Brugge K.V.   | 1 – 1     | Liverpool F.C. |
| ------------------ | --------- | -------------- |
| Lambert 11' (pen.) | (Cronică) | Keegan 15'     |

| CLUB BRUGGE:                                    |   |                   |  |     |
|                                                 |   |                   |  |     |
| GK                                              | 1 | Birger Jensen     |  |     |
| RB                                              | ' | Fons Bastijns (C) |  |     |
| CB                                              | ' | Eddie Krieger     |  |     |
| CB                                              | ' | Georges Leekens   |  |     |
| LB                                              | ' | Jos Volders       |  |     |
| MF                                              | ' | Julien Cools      |  |     |
| MF                                              | ' | René Vandereycken |  |     |
| MF                                              | ' | Daniël de Cubber  |  | 68' |
| FW                                              | ' | Roger van Gool    |  |     |
| FW                                              | ' | Raoul Lambert     |  | 75' |
| FW                                              | ' | Ulrik le Fevre    |  |     |
| Rezerve:                                        |   |                   |  |     |
| FW                                              | ' | Dirk Hinderyckx   |  | 68' |
| MF                                              | ' | Dirk Sanders      |  | 75' |
| Antrenor:                                       |   |                   |  |     |
| Ernst Happel Omul meciului: Arbitrii asistenți: |   |                   |  |     |

| LIVERPOOL:  |    |                  |  |     |
|             |    |                  |  |     |
| GK          | 1  | Ray Clemence     |  |     |
| RB          | 2  | Phil Neal        |  |     |
| LB          | 3  | Tommy Smith      |  |     |
| CB          | 4  | Phil Thompson    |  |     |
| LM          | 5  | Ray Kennedy      |  |     |
| CB          | 6  | Emlyn Hughes (C) |  |     |
| ST          | 7  | Kevin Keegan     |  |     |
| CM          | 8  | Jimmy Case       |  |     |
| RM          | 9  | Steve Heighway   |  |     |
| ST          | 10 | John Toshack     |  | 62' |
| CM          | 11 | Ian Callaghan    |  |     |
| Rezerve:    |    |                  |  |     |
| FW          | 12 | David Fairclough |  | 62' |
| GK          | 13 | Peter McDonnell  |  |     |
| DF          | 14 | Joey Jones       |  |     |
| MF          | 15 | Brian Hall       |  |     |
| MF          | 16 | Terry McDermott  |  |     |
| Antrenor:   |    |                  |  |     |
| Bob Paisley |    |                  |  |     |